# Julia Carter Aldrich
Julia Carter Aldrich (nascida Carter; East Liverpool, 28 de janeiro de 1834 – Wauseon, 26 de agosto de 1924) foi uma autora e editora americana de Ohio no século XIX. Ela era a vice-presidente de Ohio da Associação Ocidental de Escritores e uma das editoras do National Grange, um jornal que conectava com todos os leitores dos Estados Unidos.

## Infância e educação
Julia Carter nasceu em Liverpool, Ohio, em 28 de janeiro de 1834. Ela era a filha número cinco de uma família de sete filhos. Seus avós paternos eram habitantes da Nova Inglaterra de ascendência inglesa. Os pais de sua mãe, nascidos em Richmond, na Virgínia, eram descendentes de escoceses e alemães. Carter começou a escrever ainda jovem, publicando pela primeira vez aos quatorze anos.
Sua vida escolar foram marcadas por proficiência completa e rápida.

## Carreira
Quando Aldrich tinha dezessete anos, ela começou a ensinar em uma grande escola da aldeia. Ela continuou dando aulas por quatro anos. Durante este período de estudo e ensino, ela frequentemente escrevia versos e prosa, que foram publicados em vários periódicos.

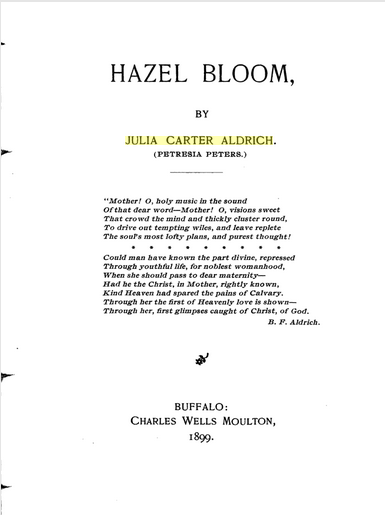
Haze Bloom, obra de Aldrich

Em julho de 1853, o irmão de Aldrich, Jabez William Carter, que estava no Condado de Medina, Ohio, veio para Ottokee e comprou uma prensa móvel, se firmou com este dispositivo e começou a realizar publicações para a revista Fulton County Union, um negócio que ele gostava muito e que sempre se identificou com a impressão desde a sua infância. Ele tinha então vinte e seis anos e escreveu para sua mãe, uma viúva, sobre o falecimento de seu pai em 1852, para que eles abandonassem a casa e viessem com a família: Charles, Julia, Julius e Margaret — para Ottokee passar o inverno. Eles chegaram no início de novembro e foram levados para o Henry Taylor Hotel até que suas mercadorias chegassem.
Na primavera de 1854, Joseph Aldrich foi contratado para dar aulas em Springhills, Ohio, e Julia Carter em Ottokee. Seus irmãos, Charles e Julius Carter, ajudaram seu irmão Jabez na gráfica. Todos na família gostavam de Ottokee, e como todos tinham emprego, ninguém se importava em voltar para o Condado de Medina. A mãe voltou e vendeu o imóvel, retornando para Ottokee, onde ela comprou uma casa.
Durante os primeiros anos de sua vida de casada, ela não escreveu muito. Eventualmente, ela voltou a escrever. Ao escrever para o periódico The Home Circle, ela a definia sob vários pseudônimos, sendo "Petresia Peters" o mais conhecido.
Aldrich foi uma das primeiras colaboradoras dos veículos de comunicação do Condado de Fulton. Ela e seu marido estavam entre os primeiros professores da escola. Embora Aldrich fosse uma colaboradora ocasional de várias publicações, ela também tinha um volume de versos de seus escritos anteriores, intitulado Hazel Bloom.

## Vida pessoal
Em 3 de outubro de 1854, ela se casou com Joseph D. Aldrich, e eles moravam em sua própria casa em Ottokee. Em 1858, eles venderam a propriedade Ottokee e compraram a Quaker Wright Farm na linha norte do Município de Clinton, condado de Fulton. Seus três filhos, Amos Eugene, Fred Hampson e Benjamin F. Aldrich, nasceram nesse local; e Joseph morreu lá em 1889. Ela se associou a medidas reformatórias.
Seu marido morreu em 1889, em sua casa de campo, "Maple Grove Home", perto de Wauseon, em Ohio. Julia Carter Aldrich morreu em 26 de agosto de 1924, em Wauseon e está enterrada no Cemitério Wauseon Union.

## Obras publicadas
- 1899, Hazel Bloom (em inglês)
- 1914, A memory of eighteen hundred sixty-five a tribute (em inglês)